# Синхуа (сиен)
Синхуа (на китайски: 新化县) е сиен в провинция Хунан, централен Китай.
Разположен по средното течение на река Дзъ, той има площ 3 620 квадратни километра и население около 1 111 000 души (2010). Образувано е през 1072 година и днес се разделя на 19 джън и 7 сян.